# جنا بورکرت
جنا بورکرت (به انگلیسی: Jenna Burkert؛ زادهٔ ۹ مهٔ ۱۹۹۳) یک کشتی‌گیر آزادکار کشور ایالات متحده آمریکا است.
از افتخارات وی می‌توان به کسب مدال برنز مسابقات قهرمانی کشتی جهان ۲۰۲۱ اشاره کرد.